# Ramon de Barbastre
|  | Pel que fa al bisbe de Roda-Barbastre, vegeu Ramon de Roda |

Ramon de Barbastre (Barbastre, segle xiv - Saragossa, segle XV) va ser un eclesiàstic canonge de les Seus de Saragossa i Tarragona.
Es coneixen poques dades de la seva vida. Segons Sanç Capdevila, Ramon de Barbastre va ser cambrer del capítol de la Catedral de Tarragona des del 1421 al 1424 i va substituir en el càrrec a Pedro Fernández de Frías. Com a cambrer, era senyor de la vila de Reus. El títol de Cambrer de Reus comportava el domini senyorial de la vila, ja que Benet XIII havia comprat els drets de la castlania de Reus als Olzinelles en subhasta. Tenia dret el cambrer a la residència al Castell del Cambrer i la totalitat de la senyoria i els delmes pel que fa al terme parroquial. Del pas d'aquest cambrer només es coneixen un parell de documents guardats a l'Arxiu Comarcal del Baix Camp. Podem saber que el 31 d'agost de 1421, Ramon de Barbastre va nomenar des de Saragossa un nou jutge de Reus, Gabriel Clergue. I que el 12 de febrer de 1423, els sagristans de l'Hospital reusenc van lliurar seixanta sous, en concepte de drets senyorials, a Pere Carnisser, notari de Favara, de la diòcesi de Saragossa i procurador de Ramon de Barbastre. Aquest canonge va ser també senyor de l'Albiol, títol que anava lligat al de Cambrer.
Cal afegir que malgrat l'existència d'aquest cambrer, la cambreria era administrada per un regent, que en aquest període era el vicari general de l'arxidiòcesi, Pere Oller, que va succeir Ramon de Barbastre el 1424, com a titular de la cambreria.